# Scienza dell'automazione

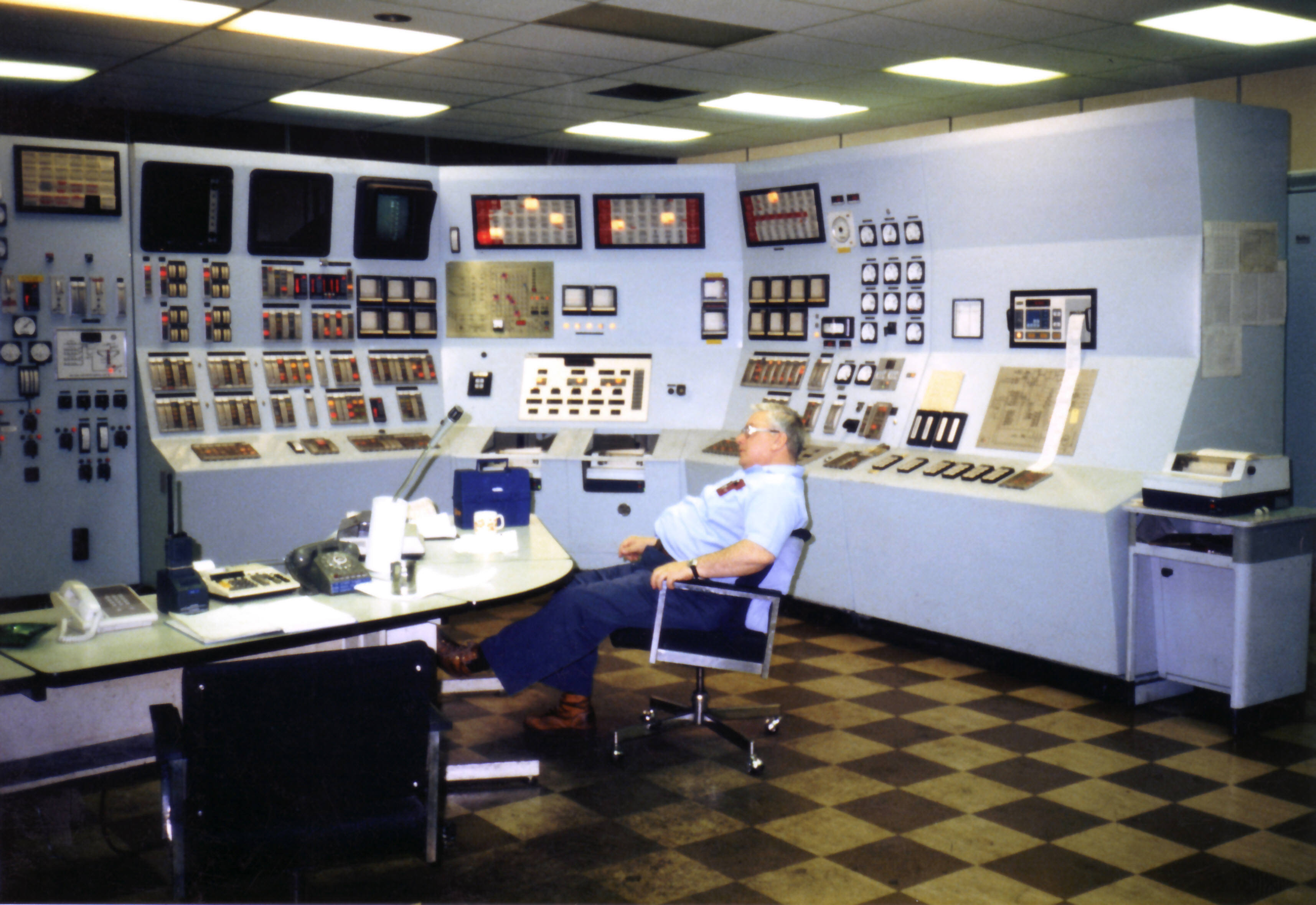
Strumenti e sistemi di comando di controlli automatici di un impianto industriale, riportati nella sala controllo.

Per scienza dell'automazione o automatica  o del controllo si definisce quella disciplina che studia le modalità attraverso le quali una sequenza di eventi desiderati avviene in maniera autonoma e senza l'intervento umano.
Le applicazioni di questa scienza sono oggetto dell'ingegneria dell'automazione.
L'automatica si basa in larga parte su due discipline:
- La teoria dei sistemi è un'area di studi interdisciplinari che si occupa dello studio delle proprietà di un sistema (es. motore, aereo, forno) nella sua interezza. Partendo da un modello matematico, ovvero un insieme di equazioni differenziali che permettono di descrivere il comportamento del sistema, si studiano le proprietà quali la stabilità, tipologia della risposta, ecc.
- La teoria del controllo (o controlli automatici) è un'area di studi che si occupa della definizione di algoritmi di controllo in retroazione o in anello aperto che consentano di modificare il comportamento del sistema, in modo da garantire delle specifiche desiderate.[2]